# Ƴ
Der Buchstabe Ƴ (kleingeschrieben ƴ) ist ein Buchstabe des lateinischen Schriftsystems, bestehend aus einem Y mit Haken. Er ist im Afrika-Alphabet enthalten und wird in einigen afrikanischen Sprachen für einen palatalisierten glottalen Plosiv (IPA: ʔʲ) verwendet. Alternativ wird auch der Digraph ʼy verwendet.
Ein Streitfall war die Platzierung des Hakens auf dem Großbuchstaben Ƴ. Während in den Unicode-Tabellen der Haken links angebracht war, hatte das Ƴ im Afrika-Alphabet und damit auch in afrikanischen Texten den Haken rechts. Die Platzierung des Hakens auf der linken Seite hat Unicode von ISO 6438 geerbt. In der Unicode-Version 4.1.0 (März 2005) wurde die Tabelle korrigiert und der Haken auf der rechten Seite platziert.

## Darstellung auf dem Computer
Mit LaTeX kann das Ƴ mit Hilfe der fc-Schriften dargestellt werden. Die zugehörigen Befehle sind \m Y für das große und \m y für das kleine Ƴ. In den fc-Schriften ist der Haken am großen Ƴ seit Anfang an auf der rechten Seite.
Unicode enthält das Ƴ im Unicodeblock Lateinisch, erweitert-B an den Codepunkten U+01B3 (Großbuchstabe) und U+01B4 (Kleinbuchstabe).
1. ↑  Correcting reference glyph for U+01B3 LATIN CAPITAL LETTER Y WITH HOOK. ISO/IEC JTC1/SC2/WG2, 19. Oktober 2004, abgerufen am 25. Juni 2024. (PDF; 347 kB)
2. ↑  Errata fixed in Unicode 4.1.0